# Atletismo nos Jogos Pan-Americanos de 2015 - 10000 m masculino
A competição dos 10000 m rasos masculino foi um dos eventos do atletismo nos Jogos Pan-Americanos de 2015, em Toronto. Foi disputada no Estádio CIBC de Atletismo Pan e Parapan-Americano no dia 21 de julho.

## Calendário
Horário local (UTC-4).
| Data        | Horário | Fase  |
| ----------- | ------- | ----- |
| 21 de julho | 19:55   | Final |

## Medalhistas
| Ouro   | CAN Mohammed Ahmed    |
| Prata  | USA Aron Rono         |
| Bronze | MEX Juan Luis Barrios |

## Recordes
Recordes mundial e pan-americano antes da disputa dos Jogos Pan-Americanos de 2015.
| Tipo                             | Atleta            | Tempo    | Local          | Data                 |
| -------------------------------- | ----------------- | -------- | -------------- | -------------------- |
|                                  | Kenenisa Bekele   | 26:17.53 | Bruxelas       | 26 de agosto de 2005 |
| Recorde dos Jogos Pan-Americanos | José David Galván | 28:08.74 | Rio de Janeiro | 27 de julho de 2007  |

## Resultados

### Final
| Colocação         | Atleta                 | Nacionalidade      | Tempo    | Notas |
| ----------------- | ---------------------- | ------------------ | -------- | ----- |
| Medalha de ouro   | Mohammed Ahmed         | CAN Canadá         | 28:49.96 |       |
| Medalha de prata  | Aron Rono              | USA Estados Unidos | 28:50.83 |       |
| Medalha de bronze | Juan Luis Barrios      | MEX México         | 28:51.57 |       |
| 4                 | Shadrack Kipchirchir   | USA Estados Unidos | 29:01.55 |       |
| 5                 | Luis Ostos             | PER Peru           | 29:03.93 |       |
| 6                 | Bayron Piedra          | ECU Equador        | 30:16.02 |       |
| 7                 | Mario Pacay            | GUA Guatemala      | 30:16.37 |       |
| 8                 | Leslie Encina          | CHI Chile          | 30:30.12 |       |
| 9                 | James Cesar Rosa       | PUR Porto Rico     | 30:39.66 |       |
| 10                | Aaron Hendrikx         | CAN Canadá         | 31:27.16 |       |
| 11                | Alvaro Sanabria        | CRC Costa Rica     | 31:41.77 |       |
| 12                | Daniel Chaves da Silva | BRA Brasil         | DNF      |       |
| 12                | Jose Mauricio Gonzalez | COL Colômbia       | DNF      |       |
| 14                | Giovani dos Santos     | BRA Brasil         | DSQ      |       |

Legenda
| Recorde mundial                  | Recorde mundial (World record)               |                       | Recorde africano                      | Recorde africano (African) |                                           | Q | Classificado por posição (Qualified) |
| Recorde dos Jogos Pan-Americanos | Recorde pan-americano (Pan-American record)  | Recorde da América    | Recorde da América (Americas)         | q                          | Classificado por melhor tempo (Qualified) |   |                                      |
| Melhor marca do ano              | Melhor marca do ano (World leading)          | Recorde asiático      | Recorde asiático (Asian)              | DNS                        | Não largou (Did not start)                |   |                                      |
| Recorde nacional                 | Recorde nacional (National record)           | Recorde europeu       | Recorde europeu (European)            | DNF                        | Não terminou (Did not finish)             |   |                                      |
| Recorde pessoal                  | Recorde pessoal do atleta (Personal best)    | Recorde da Oceania    | Recorde da Oceania (Oceania)          | DSQ / DQ                   | Desclassificado (Disqualified)            |   |                                      |
| Recorde da temporada             | Recorde da temporada do atleta (Season best) | Recorde sul-americano | Recorde sul-americano (South America) | NM                         | Sem marca (No mark)                       |   |                                      |